# SN 2002C
SN 2002C – supernowa typu II odkryta 14 stycznia 2002 roku w galaktyce IC3376. W momencie odkrycia miała maksymalną jasność 16,70m.